# 北極燕鷗
北極燕鷗（學名：Sterna paradisaea）是屬於燕鷗科的一種海鳥。分佈於北極及附近地區，並於北極、歐洲、亞洲和北美洲靠近北極的地方進行繁殖。北極燕鷗是候鳥，每年经历兩個夏季，從其北部的繁殖區南遷至南極洲附近的海洋，之後再北遷回繁殖區（約24,000英里），這是已知的動物中遷徙路線最長的。
北極燕鷗體型中等，一般長33到39公分，翼展76到85公分。其羽毛主要呈灰色與白色，喙和兩腳呈紅色，前額呈白色，頭頂和頸背呈黑色，腮幫子呈白色。其灰色翅膀為305毫米，肩羽帶棕色。上面的冀背呈灰色，帶白色羽緣，頸部呈純白色，其帶灰色羽瓣的叉狀尾部亦然。其後面的耳覆羽呈黑色。
北極燕鷗只會照料和保護小部分的幼鳥。成體會長期養牠們的幼鳥，並幫助牠們飛往南方過冬。北極燕鷗壽命很長，大部分可活上20年。牠們主要吃魚和水生的無脊椎動物。此物種數量很多，約為一百萬個個體。

## 分佈區域與遷徙
北極燕鷗的繁殖區遍及全球且非常接近極地；牠們暫時並未被發現有任何亞種。當北半球進入夏天時，牠們就在北美洲和歐亞大陸一帶較低溫的海岸地區出沒。當南半球進入夏天時，牠們就會飛往南極。
北極燕鷗的分佈區域達10,000,000平方公里。
北極燕鷗以其遷徙聞名；牠們每年從北極的繁殖區飛往南極，然後再飛返北極。這麼一個來回各19,000公里的遷徙旅程 令這種鳥每年能看見兩個夏天及全球所有動物每年所見過最多的白晝。北極燕鷗平均一生飛行的路線等於地球往月球來回一次——約760,000公里。一個可以證明北極燕鷗非凡飛行能力的例子，就是1982年的事。1982年夏天，人們把一隻羽翼未豐的小北極燕鷗繫放於英國諾森伯蘭郡法恩群島，在那一年的10月，牠在澳大利亞的墨爾本被發現，證明牠這隻羽翼未豐的小北極燕鷗在短短的三個月中已橫越海洋，飛行了超於22,000公里。另一例子是在1928年7月23日把一隻小北極燕鷗繫放於加拿大拉布拉多，並在四個月以後在南非被發現。
北極燕鷗遷徙時通常都會離開海岸很遠，因此，除了繁殖季節以外，牠們鮮少能在岸上被發現。

## 特徵與分類

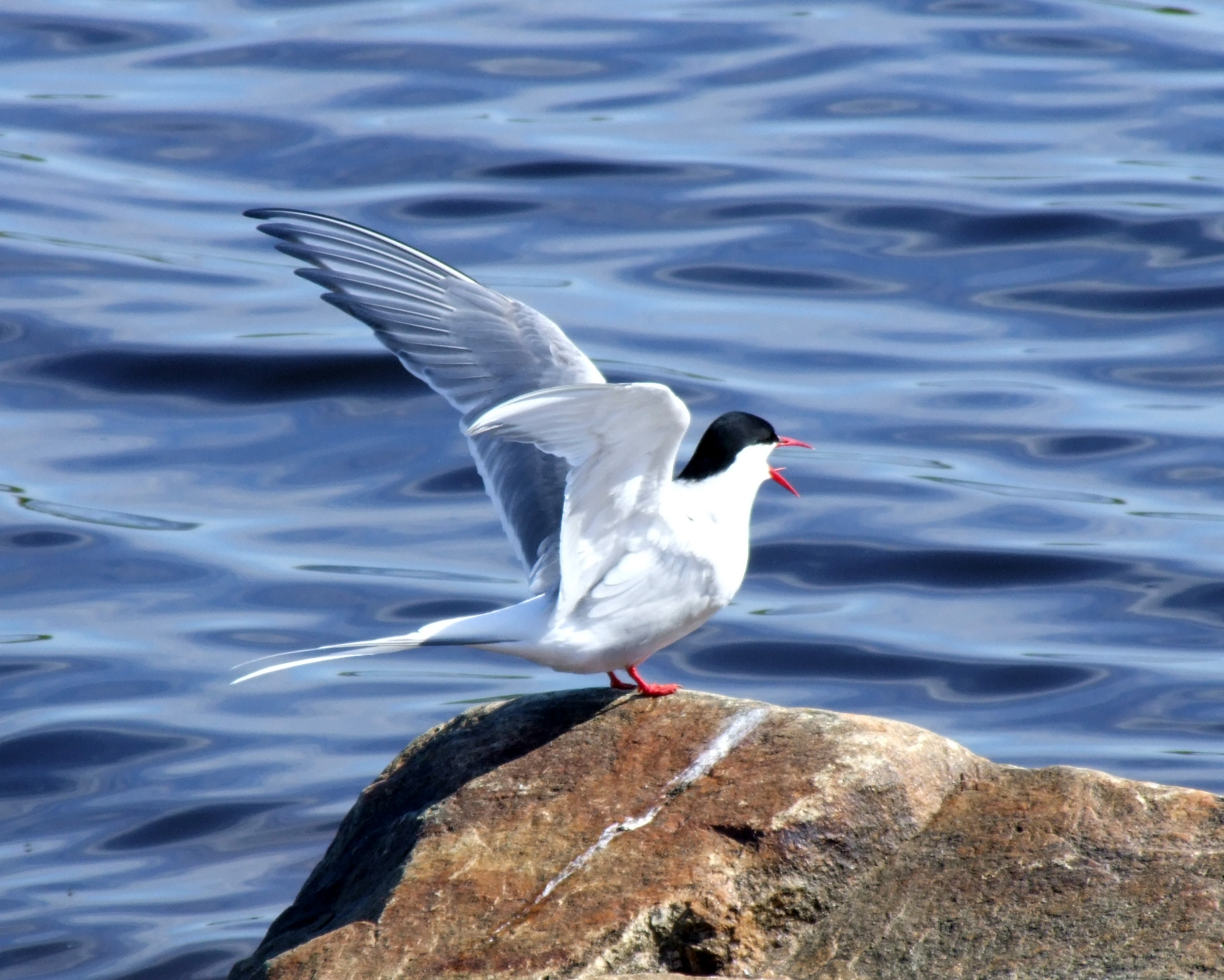
在芬蘭的一隻北極燕鷗

北極燕鷗是體型中等的鳥類，一般長33–36公分，其翼展為76–85公分，重860–1270克。其喙和其短而有蹼的腳一样呈深紅色，像其他燕鷗般，北極燕鷗亦有高展翼比的翅膀(长而窄)和一個分叉的尾巴。
其成體的羽毛呈灰色，唯頸背和頭頂呈黑色，臉頰呈白色。其翅膀呈淡灰色，在接近翅膀尖端的位置則淡至將近無色。牠們的尾巴呈白色，腹部則呈淡灰色。雌雄之外貌相似。冬天時的羽毛也相似，唯頭頂的顏色更淡，而其喙則更深色。

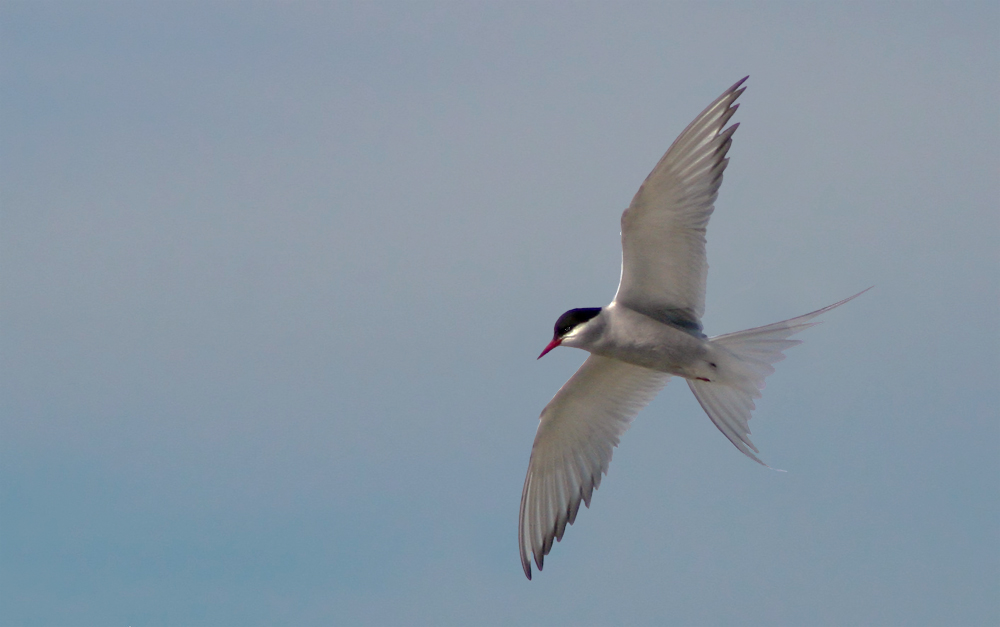
一隻正展翅飛行的北極燕鷗

幼體不同於成體的是幼鳥的喙和腳呈黑色，翅膀呈「鱗片狀」，其翼尖的羽毛相對地深色。在幼鳥過第一個夏季時，牠們頭頂的顏色亦很淡。
北極燕鷗與普通燕鷗和紅燕鷗很相似，但牠們的顏色和外型稍有分別。與普通燕鷗比較之下，北極燕鷗的尾巴更長，且其喙的顏色較單調，而跟紅燕鷗比較下，其體色稍深，翅膀亦較長。
北極燕鷗最接近的近親都是南極的物種，有南美燕鷗（South American Tern，Sterna hirundinacea）、克格倫燕鷗（Kerguelen Tern，S. virgata）及南極燕鷗（Antarctic Tern，S. vittata）。在越冬地，北極燕鷗可被輕易區別；那六個月的換羽是最佳線索，在南方為夏季時，北極燕鷗會換上冬季的羽毛。且南方的物種在飛行時翼尖並不會較深色。

## 繁殖

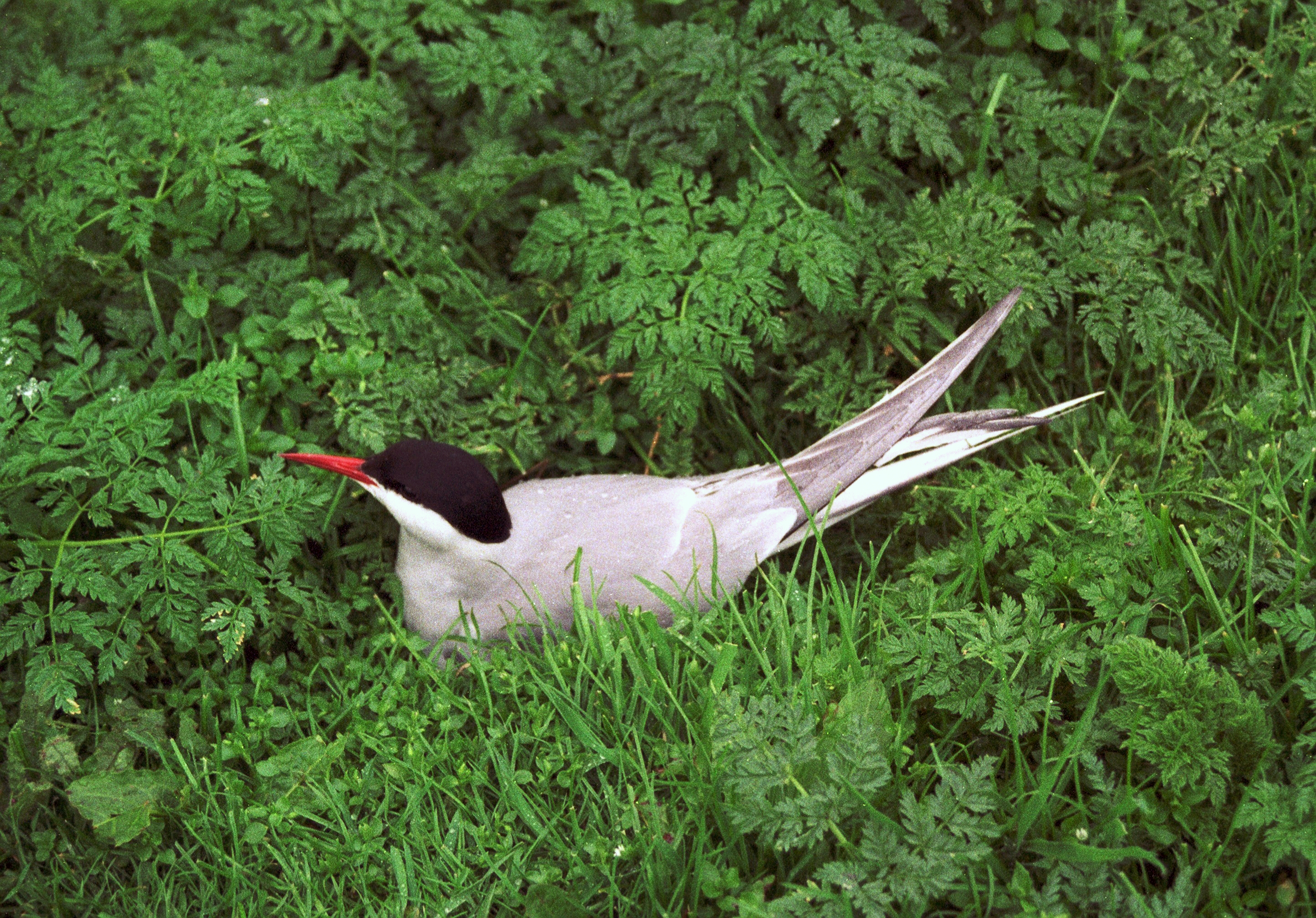
在英國諾森伯蘭郡的法爾恩群島的一隻正在築巢的北極燕鷗。

北極燕鷗是終生的配偶，且大部分的北極燕鷗每年都會遷徙到同一個地方。北極燕鷗會在三四歲開始進行繁殖。求愛的行為開始，尤其是在牠們首次築巢時。求愛由所謂的「高高飛翔」開始，雌性會把雄性追至高空，而後慢慢下降。之後的是「魚飛翔」，雄性會把魚送給雌性。在陸地上的求愛行為則是炫耀豎起的尾巴，及垂下的翅膀。在這以後，通常兩隻北極燕鷗會相互繞著圈子飛行。

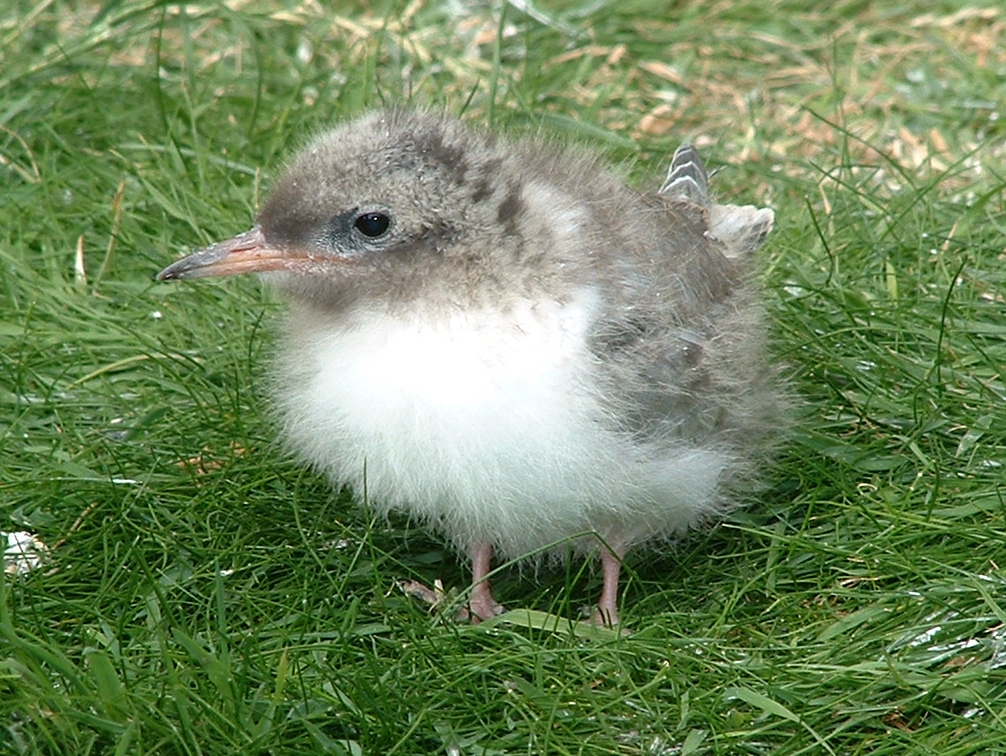
在英國諾森伯蘭郡的法爾恩群島的一隻小北極燕鷗。

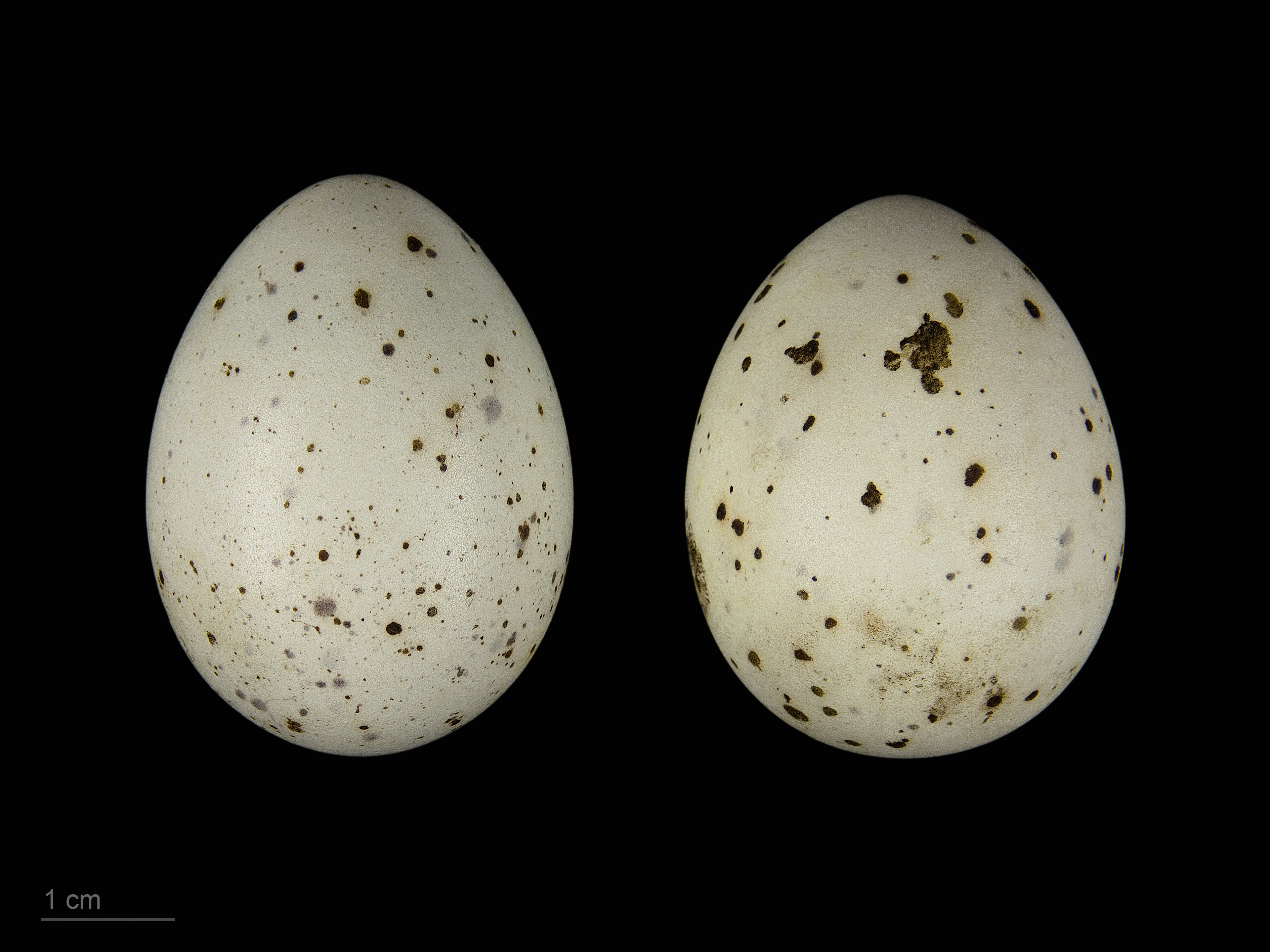
卵 Sterna paradisaea

在兩隻北極燕鷗都決定好在一個地點築巢後，牠們就會一起保衛著那地點。在這時，雄性會繼續把食物送給雌性吃。在這以後不久，交配就會開始進行。繁殖會在海岸、海島進行，偶爾也會在近海的內陸凍原進行。牠們會聚集在一起，並通常與普通燕鷗夾雜在一起。牠們每巢产卵一至三枚，通常是兩枚。
北極燕鷗是最有保護意識的燕鷗之一，嚴守著牠們的巢和幼鳥。為保衛鳥巢，牠們會不惜攻擊大型的侵略者甚至是人類，通常主要是攻擊敵人的頭的頂部和後部。雖然牠們太細小，不會造成嚴重的傷害，但牠們仍然有能力令敵人受傷並流血。其他在附近的鳥亦可受到北極燕鷗的保護。

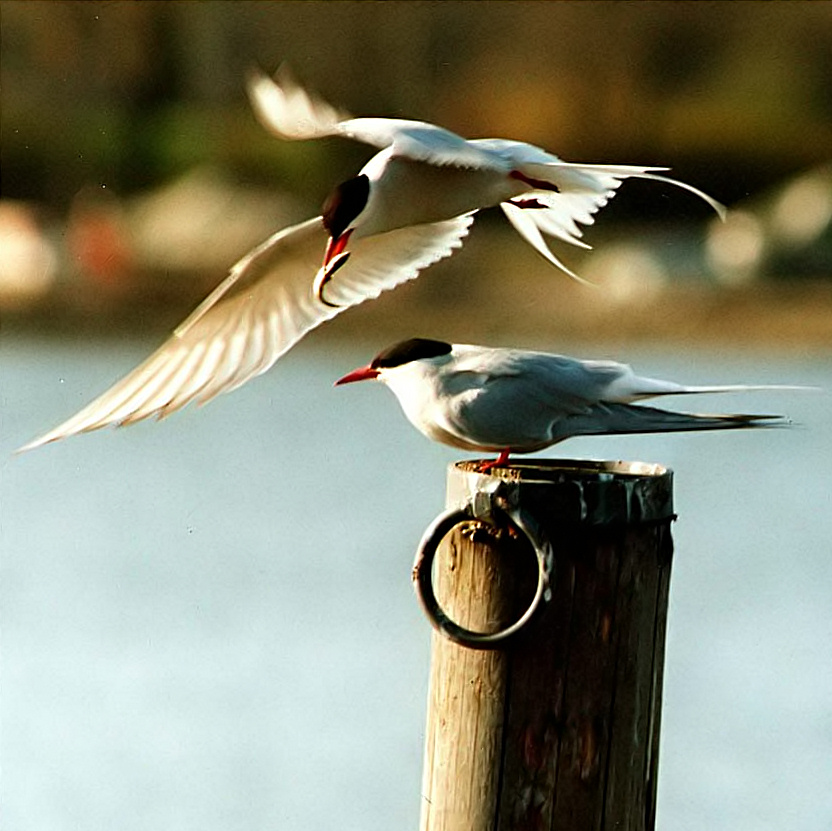
兩隻北極燕鷗

北極燕鷗的雄雌兩性個體均會負起孵蛋的工作。幼體會在22至27天後孵出，並會在21至24天後長出羽毛。若成體時常受到外界的其他打擾，孵卵的時間則可延長到34天之久。
在小燕鷗剛剛孵出後，牠們身上的都是絨羽（Down feather）。不論是晚熟性還是早熟性的幼燕鷗都會在孵出飛後一至三天開始四處走動和探險，了解牠們四周的環境。一般來說，牠們都不會迷路，回不了巢的。幼鳥在孵出後的十天仍然能得到父母的庇護。幼燕鷗通常都會吃魚的，而牠們的父母總是會故意捕捉一些較大的魚給幼鳥，而後讓那些幼鳥自己去進食。雄性的燕鷗每次可以帶比雌鳥更多的食物。燕鷗父母大約會餵幼鳥一個月，然後幼鳥就會開始斷乳。不久之後，幼鳥會開始學習自行攝食，包括衝進水中捕魚的高難度攝食方式。幼鳥會獲父母的幫助一同飛往南方越冬。
北極燕鷗是長壽的鳥類，比很多其他陸棲的鳥類都要長壽。北極燕鷗中最長壽的記錄為34歲。在北極燕鷗中，20歲並不少見。

## 生態與行為
北極燕鷗的食物會隨地區和時間而有所不同，但通常牠們都是肉食性的。牠們大多都是吃小魚或水生的甲殼亞門的。魚類在牠們的食物中佔著極重要的地位。牠們吃的魚有鯡魚、鱈魚、玉筋魚和胡瓜魚，而水生甲殼亞門則有片腳類、螃蟹和磷蝦。有時牠們亦會吃軟體動物、水生的蟲或漿果，而在牠們北方繁殖區，牠們亦會吃昆蟲。
北極燕鷗有時會直插進水中，以捕捉很接近水面的獵物。在繁殖區，牠們亦會在空中追逐昆蟲。北極燕鷗也會偶爾猛然襲擊其他鳥類，令牠們受驚而放開了獵物，然後搶奪牠們的獵物。牠們襲擊的對象包括同種的鳥類、其他燕鷗（如普通燕鷗）和一些其他海鳥及鸊鷉科物種。
在築巢時，北極燕鷗很容易被貓或其他動物襲擊。除了其他動物會破壞牠們的巢外，體型更大的銀鷗更會偷牠們的蛋和小燕鷗。在餵食時，賊鷗、海鷗和其他燕鷗常會侵擾牠們並偷牠們的食物。牠們常會與其他燕鷗如普通燕鷗和紅燕鷗等群集在一起。

## 保護狀況

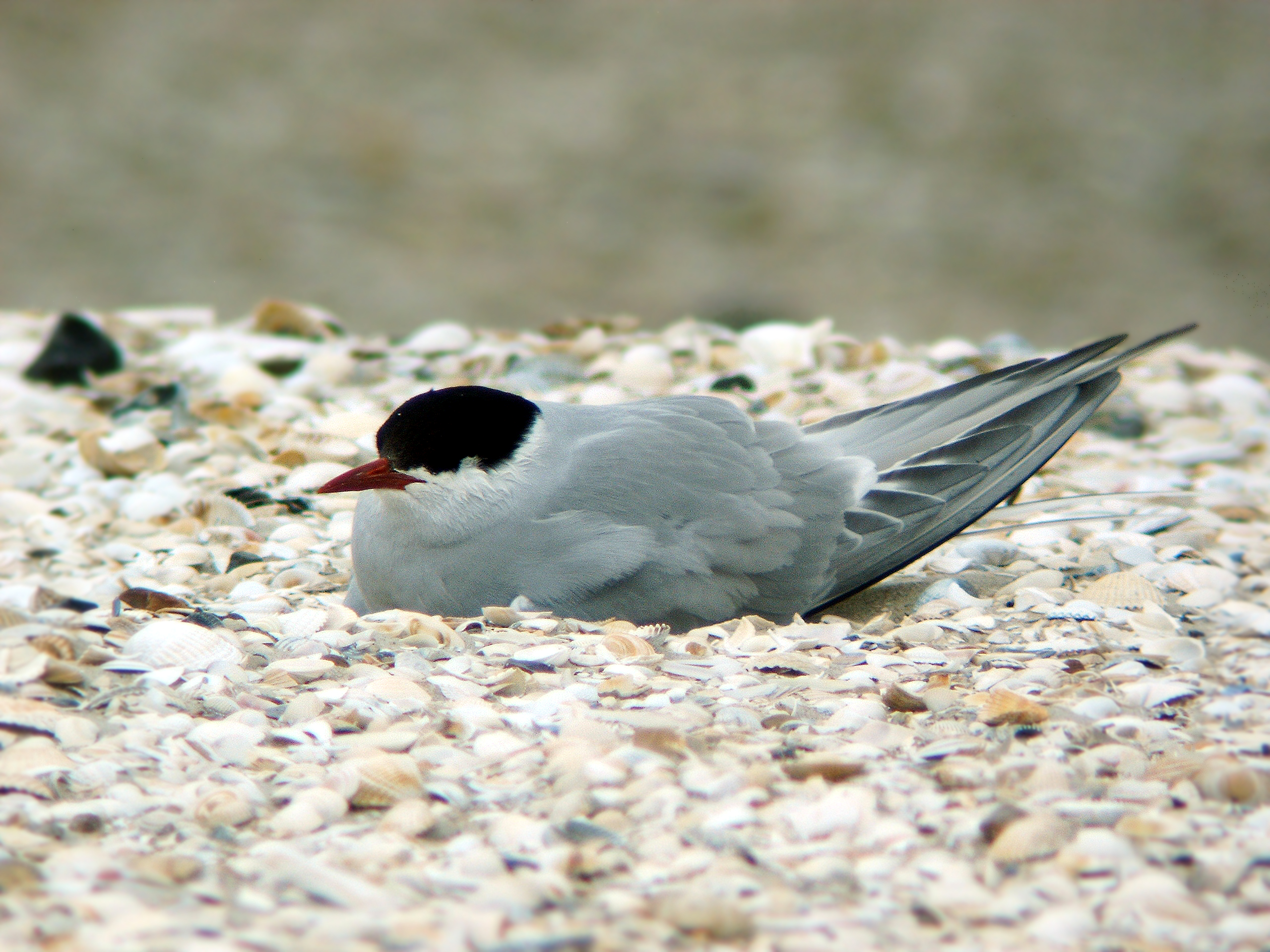
北極燕鷗

北極燕鷗被一些國家視為受威脅及需要關注的物種。牠們亦是列在「非洲-歐亞大陸遷徙水鳥保護協定」（AEWA）中的物種之一。在新英格蘭，北極燕鷗曾於19世紀末被大量獵殺來製女帽，幾乎滅絕。1950年開始，格陵蘭西部的北極燕鷗數量就一直在大幅度下跌，時至今天，一些獵殺行動仍在進行。
在南部，北極燕鷗的數量亦不斷下降，而其主要原因是食物短缺。
國際鳥盟（BirdLife International）認為北極燕鷗的數量從1988年開始已漸趨穩定，相信現時全球約有1,000,000隻北極燕鷗。

## 出現
在一些國家及其境外領的郵票中可以看到北極燕鷗。這些境外領有奧蘭群島、奧爾德尼島及法羅群島，而國家有加拿大、芬蘭、冰島及古巴。北極燕鷗亦曾在美國搞笑劇《對台詞》（Whose Line Is It Anyway?）中被提及到。

## 延伸閱讀
- Harrison, Peter. . Princeton, N.J.: Princeton University Press. 2003. ISBN 978-0-691-01551-4. OCLC 487925419.

## 外部連結
- 北極燕鷗影片（页面存档备份，存于）
- 康奈爾鳥類學實驗室（Cornell Laboratory of Ornithology）對北極燕鷗的有關描述（页面存档备份，存于）
- ARKive圖像